# Gemeinde Majšperk

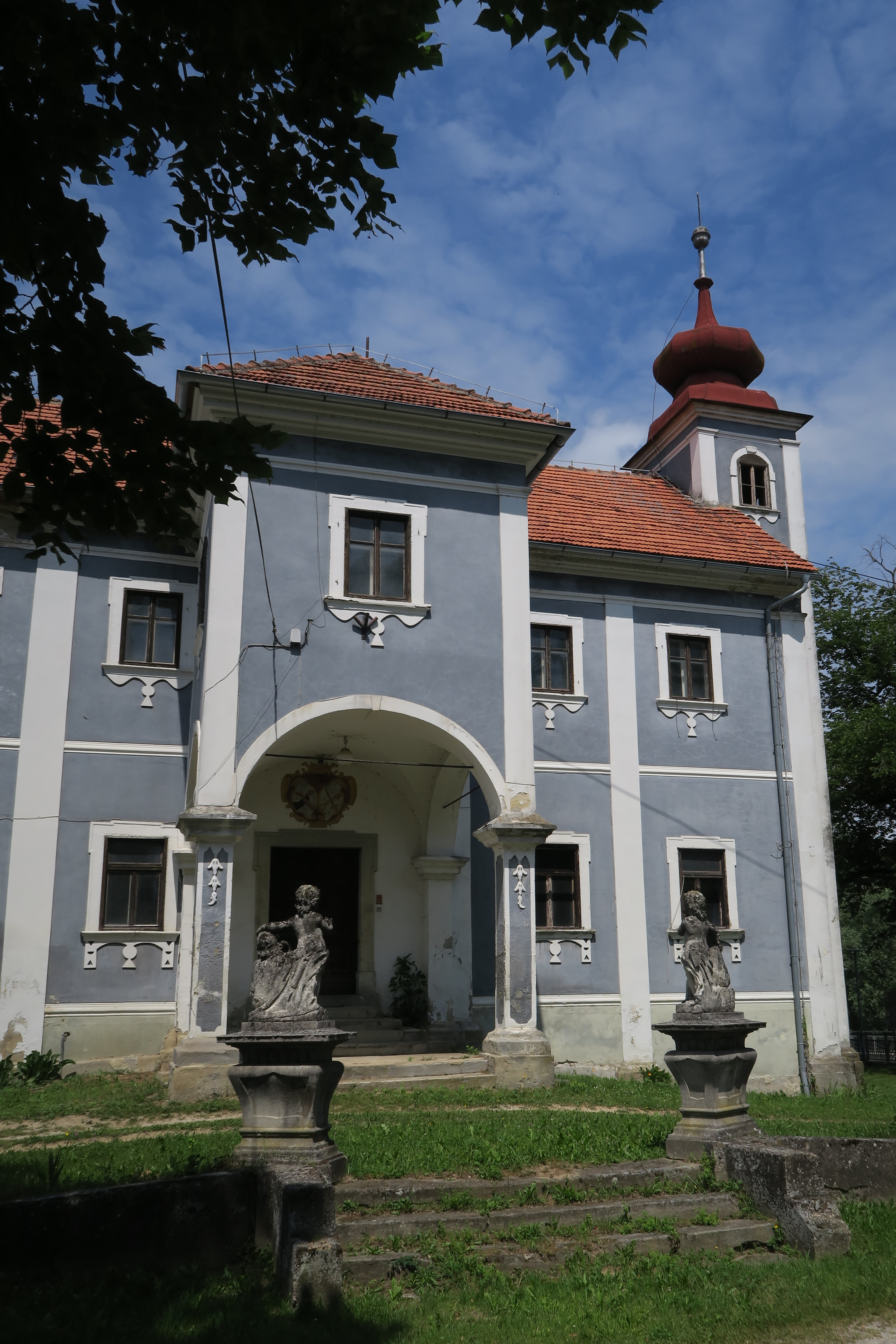
Das Gut Hammer (Grad Hamre) im Dorf Breg

Majšperk (deutsch: Monsberg) ist der Name einer Gemeinde und der namensgebenden Ortschaft Majšperk in Slowenien. Sie liegt in der historischen Landschaft Spodnja Štajerska (Untersteiermark) und in der statistischen Region Podravska.
Auf dem Gemeindegebiet befindet sich der bekannte Wallfahrtsort Ptujska Gora.

## Lage
Die Gemeinde Majšperk liegt im Hügelland Haloze (Kollos), der Hauptort im Tal der Dravinja (Drann) auf etwa 255 m. ü. A. Die nächsten größeren Ortschaften sind das nordöstlich gelegene Ptuj und das westlich befindliche Slovenska Bistrica, beide etwa 13,5 km entfernt.

## Ortschaften
Die Gemeinde umfasst 26 Ortschaften. Die deutschen Exonyme in den Klammern wurden bis zum Abtreten des Gebietes an das Königreich der Serben, Kroaten und Slowenen im Jahr 1918 vorwiegend von der deutschsprachigen Bevölkerung verwendet und sind heutzutage größtenteils unüblich. (Einwohnerzahlen Stand 1. Januar 2017):
- Bolečka vas (Woletendorf), 56
- Breg (Ranndorf), 324
- Doklece (Dokletzen), 91
- Dol pri Stopercah, 34
- Grdina (Gerdina), 116
- Janški Vrh (Johannesberg), 51
- Jelovice (Sankt Wolfgang), 77
- Koritno, (Goritten) 73
- Kupčinji Vrh, (Kutschenberg) 120
- Lešje (Leschie), 195
- Majšperk (Monsberg), 589
- Medvedce (Medvetzen), 111
- Naraplje (Naraple), 97
- Planjsko (Pleinsko, Kreuzdorf), 54
- Podlože (Podlosch), 272
- Preša (Prassdorf), 89
- Ptujska Gora (Maria Neustift), 423
- Sestrže (Sestersche), 319
- Sitež (Sittesch), 48
- Skrblje (Skerble), 68
- Slape, (Zlappach) 145
- Spodnja Sveča (Svetscha), 54
- Stanečka vas (Steindorf), 96
- Stogovci (Stacheldorf), 250
- Stoperce (Stoperzen), 201
- Zgornja Sveča (Razbank), 63

## Sehenswürdigkeiten
- Berg Donačka Gora im Landschaftsschutzpark Boč-Donačka gora
- Basilika der Schutzmantelmadonna,  Wallfahrtskirche auf dem Berg Ptujska Gora

## Nachbargemeinden
| Slovenska Bistrica | Kidričevo                                   | Videm  |
| Makole             | Kompassrose, die auf Nachbargemeinden zeigt | Žetale |
| Rogaška Slatina    | Rogatec                                     | Žetale |

## Geschichte
1168 wurde der Ort erstmals als Monsberg erwähnt. Der Name kam von dem mächtigen Schloss, das aber 1695 niederbrannte. Es wurde zwar wieder aufgebaut, aber verfiel nach 1850 zur Ruine. Die Kommune war ursprünglich Teil der Stadtgemeinde Ptuj, bis sie 1994 selbstständig wurde.